# Veronica Roth
Veronica Roth (New York, 19 augustus 1988) is een Amerikaanse schrijfster.
Roth is vooral bekend van de Divergent-trilogie, bestaande uit Divergent (Inwijding), Insurgent (Opstand) en Allegiant (Samensmelting).